# Krystian Pearce
Krystian Pearce (Birmingham, 1990. január 5. –) angol labdarúgó, jelenleg a Scunthorpe United játékosa.

## Külső hivatkozások
- Krystian Pearce pályafutásának statisztikái a Soccerbase oldalon (angolul)

- Birmingham City játékosprofil[halott link]
- Football Association játékosprofil